# Claudia Maicher

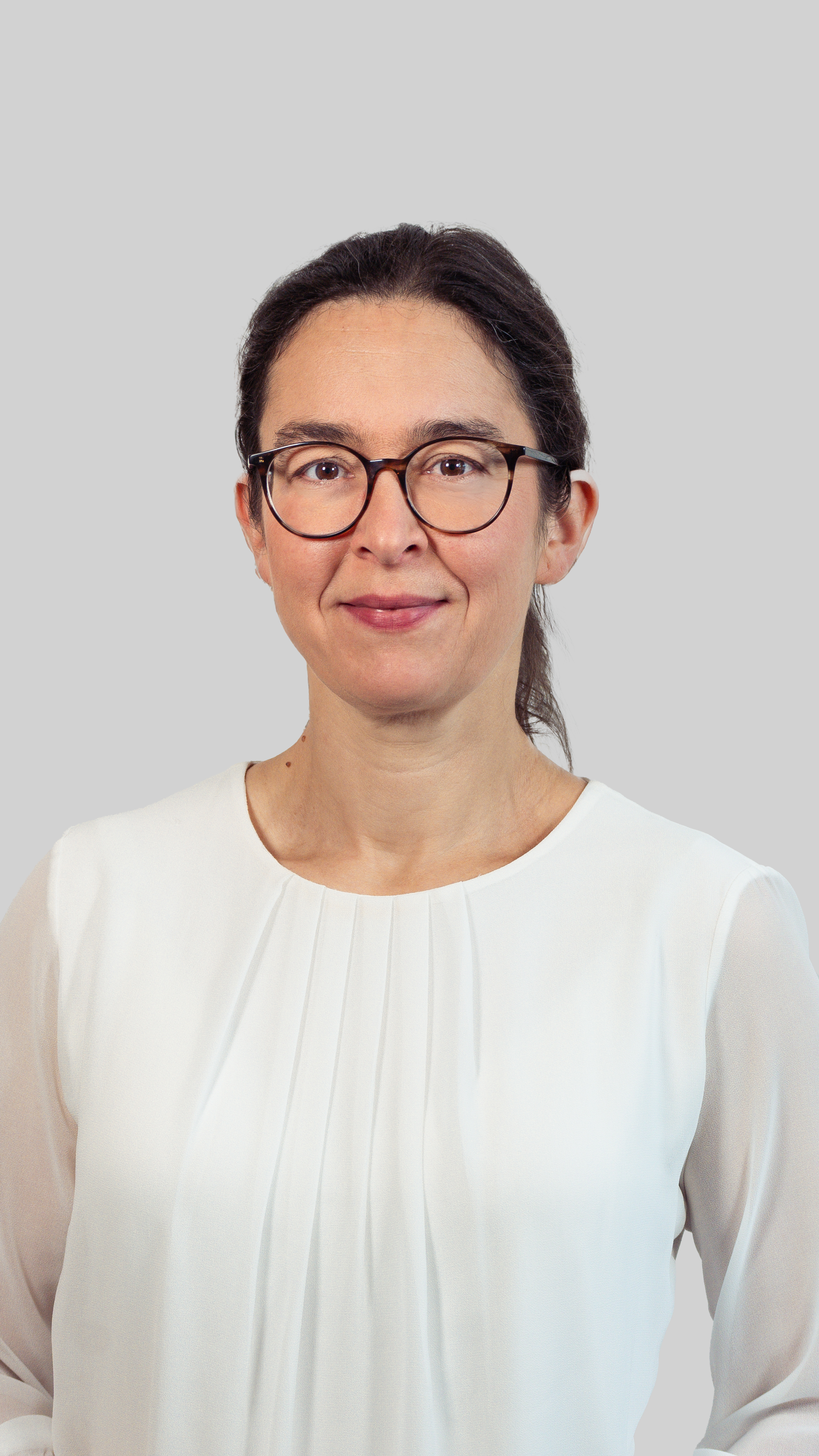
Claudia Maicher (2024)

Claudia Maicher (* 22. Juni 1978 in Erfurt) ist eine deutsche Politikerin (Bündnis 90/Die Grünen). Von 2010 bis 2014 war sie Landesvorstandssprecherin von Bündnis 90/Die Grünen in Sachsen. Seit 2014 Mitglied des Sächsischen Landtages.

## Leben und Beruf
Maicher studierte an der Universität Leipzig Soziologie und Volkswirtschaftslehre. Sie arbeitete anschließend als wissenschaftliche Mitarbeiterin am Institut für Soziologie der Leipziger Universität. Sie war als Koordinatorin für das europäische Studienaustauschprogramm ERASMUS am Institut für Soziologie tätig. Im Februar 2011 schloss sie ihre Promotion ab. Die Dissertation wurde unter dem Titel Die Vorsorgegestalter. Eine soziologische Untersuchung von Vorsorgeentscheidungen mit weiten Zeithorizonten publiziert.
Maicher lebt in Leipzig, ist verheiratet und hat drei Kinder.

## Politik
Der Partei Bündnis 90/Die Grünen trat Maicher 2005 bei. Von 2008 bis 2010 war sie Beisitzerin im Landesvorstand von Bündnis 90/Die Grünen Sachsen. Bei der Stadtratswahl in Leipzig im Juni 2009 trat sie als Kandidatin im Wahlkreis 7 an, verpasste jedoch den Einzug in den Stadtrat. Auch bei der Landtagswahl im August 2009 verpasste sie sowohl auf Listenplatz 13 als auch als Direktkandidatin im Wahlkreis Leipzig 2 den Einzug in das Landesparlament. Ihr Erststimmenanteil betrug 17 %.
Auf einem Landesparteitag am 6. November 2010 wurde sie mit 91 von 96 abgegebenen Stimmen in das Amt der Landessprecherin gewählt und bildete nunmehr gemeinsam mit Volkmar Zschocke die Doppelspitze der Landespartei. Am 3. März 2012 wurde sie mit knapp über 80 % Zustimmung im Amt bestätigt, das sie bis Dezember 2014 inne behielt.
Bei der Landtagswahl in Sachsen 2014 gelang ihr auf Listenplatz 3 der Einzug in den Sächsischen Landtag. Bei der Landtagswahl in Sachsen 2019 wurde sie im Wahlkreis Leipzig 4 mit 26,9 Prozent der Direktstimmen zur Wahlkreisabgeordneten gewählt. Seit der 7. Wahlperiode ist sie Vorsitzende des Ausschusses für Wissenschaft, Hochschule, Medien, Kultur und Tourismus. Sie ist zudem Fraktionssprecherin für Hochschule, Wissenschaft, Kultur und Medien. Zudem gehört sie den entsprechenden Landtagsausschüssen an.
Bei der Landtagswahl in Sachsen 2024 verteidigte Claudia Maicher ihr Direktmandat im Wahlkreis Leipzig 6 mit 29,2 Prozent der Direktstimmen. Damit zog sie als eine der sieben Abgeordneten von Bündnis 90/Die Grünen in den 8. Sächsischen Landtag ein.
Seit April 2016 ist sie, entsandt von der Fraktion, Mitglied der Versammlung der Sächsischen Landesanstalt für privaten Rundfunk und neue Medien. Seit Juli 2020 ist sie Vertreterin im Kuratorium der Sächsischen Landeszentrale für politische Bildung. Außerdem ist sie Mitglied im Kuratorium zur 4. Landesausstellung Industriekultur, im Kuratorium ‚Sicherung des audiovisuellen Erbes in Sachsen‘ und im Fachbeirat Studienwerk Böllstiftung.